# Mani giáo
Ma giáo hay còn gọi Minh giáo, Mạt Ni giáo, tiếng Ba Tư: آین مانی Āyin-e Māni, tiếng Trung Quốc: 摩尼教 (âm Hán Việt là Ma Ni giáo), là một tôn giáo cổ của Iran, do Mani (216-277), người Ba Tư (tiếng Ba Tư: مانی,) sáng lập vào khoảng thế kỷ 3, được truyền bá theo hai hướng Đông - Tây, cực thịnh một thời, ảnh hưởng sâu rộng. Về sau, giáo phái này tàn lụi dần và ít nghe tiếng tăm. 

## Giáo lý
Khởi thủy, khi Mani sáng lập Mani giáo đã từng phát thệ đại nguyện là truyền bá giáo pháp này trên khắp địa cầu, trở thành tôn giáo thế giới. Vào đầu Thế kỷ 20, tại vùng Thổ Lỗ Phiên (Tulufan) thuộc Tân Cương, các nhà khảo cổ phát hiện bản kinh Mani giáo bằng Tiếng Ba Tư Cổ thời Trung Cổ chép những dòng đầy hào khí: "Tôn giáo mà ta đã chọn phải hơn gấp mười lần bất cứ tôn giáo nào trước đây".
Năm 1902, GS A.Granweldel, Bảo tàng Nhân chủng học Berlin - Đức, cùng cộng sự đã phát hiện số lượng lớn bản kinh của Mani giáo tại các hang động miền Tân Cương - Trung Quốc. Từ đó về sau, không ít nhà khoa học thế giới đã bỏ nhiều công sức để thu thập, tìm hiểu về giáo phái này và đã có những thành tựu quý giá. Hiện đã có học giả của 8 nước công bố công trình của mình với các cổ bản bằng văn tự Ba Tư, Đột Quyết, Pali...
Giáo nghĩa chính thống của Mani giáo nằm trong bộ Nhị Tông kinh bằng chữ Ba Tư, truyền bá tư tưởng "Nhị tông, tam tế". "Nhị tông" là hai thái cực sáng và tối, thiện và ác; "tam tế" là sơ tế, trung tế và hậu tế, tương ứng với quá khứ, hiện tại và tương lai. Tương truyền rằng tại hậu kỳ sơ tế và trung tế, Minh Vương cùng các vị thần của Quang Minh vương quốc liên tục chiến đấu với quần ma của vương quốc Bóng Tối do Ma Vương đứng đầu; đến hậu kỳ trung tế thì giành toàn thắng, thế giới bị hủy diệt, Minh Vương (Đại Minh Tôn) đưa nhân loại trở về Quang Minh vương quốc.
Xét từ giáo nghĩa, Mani giáo mang tư tưởng mãnh liệt về hậu kiếp và cứu độ chúng sinh. Chính điều này đã khiến Mani giáo dễ dàng dung hợp với tín ngưỡng dân gian Trung Quốc theo những tín điều cơ bản của Phật giáo, Đạo giáo...

## Minh giáo tại Trung Quốc
Mani giáo truyền sang Trung Quốc, chính thức được Võ Tắc Thiên công nhận vào năm 694 và phát triển mạnh vào năm 806 khi triều Đường cho Mani giáo lập chùa ở kinh đô Trường An, sắc tứ là "Đại Vân Quang Minh tự". Từ đó, Mani giáo truyền đi khắp các châu thuộc miền Nam Trung Hoa như Kinh Châu, Dương Châu, Hồng Châu... Minh giáo có ảnh hưởng từ dân chúng đến đại sĩ phu. Đời Đường, thuyết Phật Di Lặc giáng sinh rất thịnh hành. Năm 695, nữ hoàng Võ Tắc Thiên tự xưng là "Phật Di Lặc hóa thân", lấy danh nghĩa này xây dựng và thống trị triều Võ Chu (690-705), ngụy tạo ra kinh điển có tên là Đại Vân kinh, ra chiếu lập những chùa Đại Vân ở khắp Trung Hoa. Nhiều nhân vật nổi tiếng đời Đường như cao tăng Huyền Trang, Khuy Căn, thi hào Bạch Cư Dị... đều là những người tin vào thuyết "Phật Di Lặc giáng sinh tịnh thổ" của Mani giáo.
Năm Hội Xương thứ 3 (843), triều đình lấy danh nghĩa "không làm ô tạp phong hóa Trung nguyên", hạ lệnh nghiêm cấm Phật giáo và Minh giáo hoạt động, ra lệnh giết giáo đồ, tịch thu tất cả tài sản tự viện, bắt tu sĩ hoàn tục. Sử gọi đây là "Hội Xương pháp nạn". Sau "Hội Xương pháp nạn", Minh giáo bị gọi là Ma giáo. Từ đó về sau, Minh giáo trở thành một tôn giáo bí mật, phạm cấm, đời nào cũng bị quan phủ truy lùng giết chóc. Để có thể sinh tồn, người trong Minh giáo không thể không hành sự bí ẩn, để rồi chữ Ma trong Mani bị đổi thành Ma, đồng nghĩa với tà ma.
Chu Nguyên Chương (1328 -1398), là vị hoàng đế khai quốc của vương triều nhà Minh trong lịch sử Trung Quốc. Câu hỏi vì sao ông lấy quốc hiệu "Nhà Minh" cũng là câu đố lịch sử hấp dẫn. Trong Minh giáo với Nhà Minh, GS Ngô Hàm nhận định: "Chỉ có Minh Thái Tổ năm Chí Chính thứ 27 (1367) lấy niên hiệu Ngô Nguyên Niên, năm sau lên ngôi hoàng đế lấy quốc hiệu Đại Minh, niên hiệu Hồng Võ. "Ngô" không phải là quốc hiệu, "Minh" không phải địa danh lúc đầu khởi nghĩa hay quan tước được phong, cũng chẳng phải truy nguyên nguồn gốc từ Hậu Đường, Hậu Hán...". Quốc hiệu "Minh" thể hiện một số đặc điểm riêng tư trong cuộc đời của vị hoàng đế nông dân này, vì danh xưng có quan hệ đến "Minh giáo", "Đại tiểu Minh Vương xuất thế kinh" mà ông từng là giáo đồ. Tuy nhiên, sau khi lên ngôi hoàng đế ông hạ chiếu nghiêm trị tất cả những giáo đồ Minh giáo và cả Bạch Liên giáo. Ai tham gia các giáo phái này đều bị xử trảm. Minh giáo ngày càng suy yếu, đến cuối đời Nhà Minh đầu đời Nhà Thanh đã hoàn toàn biến mất.

## Mani giáo trong tiểu thuyết kiếm hiệp Kim Dung

### Minh giáo -Anh hùng xạ điêu
Hoàng Thường là một viên quan dưới triều vua Tống Huy Tông. Theo mệnh lệnh từ Hoàng đế, ông đi thu thập tất cả các sách của Đạo gia để viết ra bộ sách Vạn Thọ Đạo Tạng. Nhờ trí thông minh và lòng kiên trì, Hoàng Thường đã học được trọn bộ bí kíp võ học của Đạo gia và trở thành một cao thủ.
Sau sự kiện dẫn quân tiến đánh Minh Giáo nhưng thất bại, nhờ võ công cao cường nên Hoàng Thường đã sống sót. Ông quyết định chạy lên núi ẩn náu, rèn luyện võ nghệ để trả thù. 40 năm trôi qua, nhờ giác ngộ đạo lý của võ học nên võ công đạt đến mức thượng đẳng. Hoàng Thường quay về trả thù nhưng lúc này đối thủ đều đã già nua hoặc qua đời. Không còn ý định trả thù, nhưng vì tiếc những kiến thức đã thu thập được nên Hoàng Thường đã viết lại thành bộ Cửu Âm Chân Kinh, mục đích truyền lại kiến thức võ học cho đời sau.

### Minh giáo -Ỷ Thiên Đồ Long ký
Minh giáo cùng với Thiếu Lâm và Cái Bang được xem là 3 giáo phái lớn, môn phái lớn và bang hội hùng mạnh nhất trong võ lâm. Tổng đàn của Minh giáo đặt trên đỉnh Quang Minh, dãy núi Hoàng Sơn. Dưới chức giáo chủ là chức Quang Minh tả sứ và Quang Minh hữu sứ. Minh giáo thờ thần lửa, lấy hành hiệp trượng nghĩa, cứu giúp dân lành làm tôn chỉ. Dưới triều đại giáo chủ đời thứ 33 là Dương Đỉnh Thiên, Minh giáo nhiều nhân tài kẻ sĩ, khí đồ hưng vượng. Sau khi Dương Đỉnh Thiên mất, Minh giáo nội bộ lục đục, bộ thuộc không ai cai quản vi phạm tôn chỉ làm nhiều điều càn rỡ, nên bị giang hồ võ lâm khinh ghét.
Trong tiểu thuyết còn có đoạn viết:
"Trương Vô Kỵ mở sách ra, thấy viết bằng chữ nhỏ theo lối khải, mọi việc đều dẫn chứng sách vở rõ ràng. Trong sách kể lại minh bạch, Minh giáo nguyên từ nước Ba Tư, tên thật là Ma Ni giáo, truyền vào Trung thổ từ Diên Tải nguyên niên, đời Đường Võ Hậu. Thời đó Người Ba Tư tên là Phí Đa Diên mang bộ Tam Tông Kinh của Minh giáo đến triều, là lần đầu tiên Người Trung Quốc biết đến bộ kinh này. Ngày 29 tháng 6 năm thứ 3 đời Đại Lịch Nhà Đường, chùa Minh giáo Đại Vân Quang Minh được xây cất tại Lạc Dương, Trường An. Sau đó tại các thị trấn lớn như Thái Nguyên, Kinh Châu, Dương Châu, Hồng Châu, Việt Châu cũng đều có Đại Vân Quang Minh tự. Tới năm Hội Xương thứ 3, triều đình ra lệnh giết giáo đồ, thế lực Minh giáo đại suy. Từ đó về sau, Minh giáo trở thành một tôn giáo bí mật, phạm cấm, đời nào cũng bị quan phủ truy lùng giết chóc. Để có thể sinh tồn, người trong Minh giáo không thể không hành sự ngụy bí, để rồi chữ Ma trong Ma Ni bị đổi thành Ma, đồng nghĩa với tà ma, người ngoài gọi là ma giáo."
Sau này Trương Vô Kỵ lên làm giáo chủ, đã thống nhất quần hùng, hóa giải mọi hận thù với các đại môn phái. Minh giáo ngày càng mở rộng, thế lực hùng mạnh, góp công lớn đánh đổ giặc Nhà Nguyên. (Chu Nguyên Chương cũng được nhắc đến trong truyện là thành viên Minh giáo, cũng là người có công nhất thống thiên hạ, lập ra Nhà Minh).

### Nhật Nguyệt thần giáo-Tiếu ngạo giang hồ
Thời gian được nhắc đến trong bộ Tiếu ngạo giang hồ là khoảng giữa thời Nhà Minh (khoảng 100 - 200 năm sau thời kỳ trong Ỷ thiên Đồ long ký). Tuy Kim Dung không nhắc đến tên Minh giáo, những người đọc cũng nhận ra được Nhật Nguyệt thần giáo (日月神教) chính là Minh giáo, do chữ Nhật và chữ Nguyệt ghép thành chữ Minh trong chữ Hán, và giáo phái này cũng dùng những chức danh như Minh giáo, ví dụ như Quang Minh tả sứ.
Bản dịch của Hàn Giang Nhạn gọi giáo phái này là Triều Dương Thần Giáo (giáo phái bình minh). Giáo phái này đóng quân ở Hắc Mộc nhai, Quang Minh đỉnh, bị các môn phái khác coi là tà phái (gọi là Ma giáo). Nhưng đây cũng là phái tập hợp nhiều nhân tài, nhiều kỳ nhân dị sĩ. Bất kỳ ai khi theo giáo phái đều bị giáo chủ cho uống một viên thuốc gọi là Tam thi não thần đan để buộc phải phục tùng giáo chủ.